# 卡米爾·亞辛
卡米尔·亚辛（1909年12月25日—1997年9月25日），原姓努格马诺夫（俄語：Нугманов），苏联烏茲別克裔文学家、剧作家。乌兹别克苏维埃社会主义共和国科学院院士，乌兹别克苏维埃社会主义共和国作家协会主席。

## 生平
1909年12月25日出生于安集延的一个小商人家庭。1925年高中毕业后，前往列宁格勒林学院学习（今聖彼得堡林業大學），并开始文学创作。但1928年因病返回安集延，在当地中学任物理和语文教师。1930年出版了第一部诗集《太阳》。
亚辛早年与作家哈姆扎·尼亚兹相识，并深受他的影响。20世纪20年代末期，他开始戏剧创作。著有《聋人》（1926），《受骗的老人》（1927），《两个共产党员》（1928）。随着胡居姆运动在中亚的展开，中亚许多进步人士被伊斯兰极端主义者迫害。1929年，哈姆扎被极端分子以石刑处死。同年，女舞者努尔洪·尤尔达什霍贾耶娃因在公开演出时脱去面罩而被其兄以名誉杀人为由刺死。亚辛深受触动，决心创作戏剧歌颂他们的牺牲并对极端主义思想进行批判。他最终于1940年完成了剧本《哈姆扎》和《努尔洪》。
1930年-1936年，亚辛担任乌兹别克苏维埃社会主义共和国国家歌剧院文学部主任。在此期间，他创作了戏剧《同志》（1930）、《让我们燃烧》（1931）、《荣誉与爱》（1935）和《古丽萨拉》（1935，与穆哈梅多夫合著）等，歌颂中亚人民建设社会主义的伟大历程。
1939年，亚辛完成了乌兹别克第一部民族歌剧《暴风雪》，献给乌兹别克作曲家穆赫塔尔·阿什拉菲与谢尔盖·瓦西连科。1941年，他又完成了另一部民族歌剧《大运河》，描绘了乌兹别克人民建设大费尔干纳运河的劳动。
卫国战争期间，他创作了戏剧《达夫隆·阿塔》（1941），描写后方人民支援前线的辛勤劳动。剧本《侵略者之死》（1942），揭露纳粹分子的邪恶本质，激励人民抵抗意志。1943年加入联共（布）。1946年-1949年，他任乌兹别克苏维埃社会主义共和国文化部长，期间创作了剧本《拉希莫夫将军》（1949）。此外，亚辛还根据纳沃伊史诗创作了戏剧《法霍德和希林》（1944年），根据朱曼布尔布尔史诗为音乐剧院创作了戏剧《拉夫山和祖尔胡莫尔》（1956）。
1958年-1980年，亚辛任乌兹别克苏维埃社会主义共和国作家协会主席。1959年任苏联作家协会书记。1969年-1980年，亚辛担任《乌兹别克文学》杂志主编。在此期间，他完成了剧本《启明星》（1958）、《革命黎明》（1972）等作品。此外，他还将哈姆扎的许多作品改编成电影和戏剧。在苏联为纪念哈姆扎而拍摄的传记电影《哈姆扎》（1962）和电视剧《火热之路》（1979）中，亚辛担任编剧。1969年当选乌兹别克苏维埃社会主义共和国科学院院士。
除创作外，亚辛还致力于外国文学作品的翻译工作。他曾将莎士比亚的悲剧《安东尼与克丽奥佩托拉》、乌泽伊尔·哈吉贝约夫的歌剧《货郎与小姐》等作品翻译成乌兹别克语。
1997年9月25日于塔什干逝世，享年87岁。
亚辛是苏共22-26大代表；第7-10届苏联最高苏维埃民族院代表；第11届乌兹别克苏维埃社会主义共和国最高苏维埃代表。

## 荣誉
- 音乐剧《古丽萨拉》获1951年斯大林奖二等奖
- 社会主义劳动英雄称号（1974）
- 三次列宁勋章（1959,1970,1974）
- 十月革命勋章（1979）
- 三次劳动红旗勋章（1950,1951,1965）
- 各民族人民友谊勋章（1984）
- 三次荣誉勋章（1937,1945,1957）
- 劳动优秀奖章
- 纪念列宁诞辰一百周年奖章
- 1941-1945年伟大卫国战争中忘我劳动奖章
- 1941-1945年伟大卫国战争胜利三十周年奖章
- 1941-1945年伟大卫国战争胜利四十周年奖章
- 1941-1945年伟大卫国战争胜利五十周年奖章
- 乌兹别克苏维埃社会主义共和国荣誉艺术家称号（1939）
- 戏剧《启明星》获1958年乌兹别克苏维埃社会主义共和国哈姆扎国家奖
- 乌兹别克苏维埃社会主义共和国人民作家称号（1969）

## 纪念
塔什干與安集延有數條街道以卡米爾·亞辛為名。